# مجزرة مدرسة الفاخورة (2023)
مجزرة مدرسة الفاخورة (4 نوفمبر 2023) وهي مجزرة ارتكبها سلاح الجوّ الإسرائيلي حينما أغارَ على مدرسة الفاخورة التابعة لوكالة الأمم المتحدة لإغاثة وتشغيل اللاجئين الفلسطينيين (أونروا) في شهر نوفمبر/ تشرين الثاني عام 2023، والتي كانت تؤوي آلاف النازحين في مخيم جباليا، كانت هذه المجزرة من ضمن عدة مجازر وقعت خلال عملية طوفان الأقصى. تسبّبت الغارات الإسرائيليّة والتي استهدفت منطقة مدرسة التي تؤوي نازحين في استشهاد ما يقارب الـ12 شخصاً إلى جانب عشرات الجرحى.

## تاريخ
تعرضت مدرسة الفاخورة لمجزرتين متتاليتين الأولى في 4 نوفمبر 2023، وهي ضمن المجازر التي وقعت أثناء عملية طوفان الأقصى. وكانت المدرسة قد تعرضت بالسابق لمجزرة بتاريخ 6 يناير 2009، خلال العدوان على غزة (ديسمبر 2008)، وقعت مجزرة مدرسة الفاخورة الأولى والتي راح ضحيتها 43 شهيد كانوا لاجئين في مدرسة الفاخورة التابعة للأونروا.

## المجزرة
في ساعات المساء الظهيرة من يوم السبت الموافق 4 نوفمبر 2023، قام السلاح الجو الإسرائيلي بقصف مدرسة الفاخورة الواقعة في مخيم جباليا. حيثُ شن الطيران الإسرائيلي غارات على المدرسة واستشهد في حينها 12 فلسطينيا. ومع بداية عملية طوفان الأقصى قام عدد كبير من سكان غزة بالنزوح إلى المدارس؛ وذلك بسبب اعتقادهم بأن المدراس مناطق محمية بموجب القانون الدولي الإنساني. ومع ذلك، قام سلاح الجو الإسرائيلي بقصف مدرسة الفاخورة التي تؤوي نازحين. .
وفي يوم الجمعة الموافق 3 نوفمبر 2023 أي قبل وقوع مجزرة مدرسة الفاخورة بيوم واحد، قام الطيران الإسرائيلي بارتكاب مجزرة في مدرسة أسامة بن زيد والتي راح ضحيتها ما يزيد عن 20 مواطناً.